# نيلدا راموس
نيلدا دانييلا راموس (بالإسبانية: Nelda Daniela Ramos)‏ ولدت بتاريخ 4 أكتوبر 1977، هي فنانة أرجنتينية معروفة في تخصص فن الأداء. كما تشتغل في مجال التصوير، أما دينامية عمل راموس فغالبا ما تعكس جوهر القضايا السياسية كونها امرأة تعيش في أمريكا اللاتينية، كما أن لها أداء في العمل الفني ينقل اتصال عميق بين طبيعة الجسم والروح، وغالبا ما تحفز الجمهور على المشاركة الكاملة في عمليات التهجين التي تحدث بين الطبيعة والفنان.

## السيرة الذاتية
درست راموس الفنون البصرية والتدريس في «مدرسة كارلوس موريل للفنون الجميلة» (EMBA) في مدينة كويلمس بجامعة لابلاتا الوطنية كما درست النقش المطبوع، وهي تعمل حاليا كمدرسة في العديد من المؤسسات التعليمية ومنسقة برنامج الدراسات العليا في الإعلام والتكنولوجيا في الجامعة الوطنية للفنون في بوينس آيرس (كانت تحمل في السابق اسم Instituto Universitario Nacional del Arte).

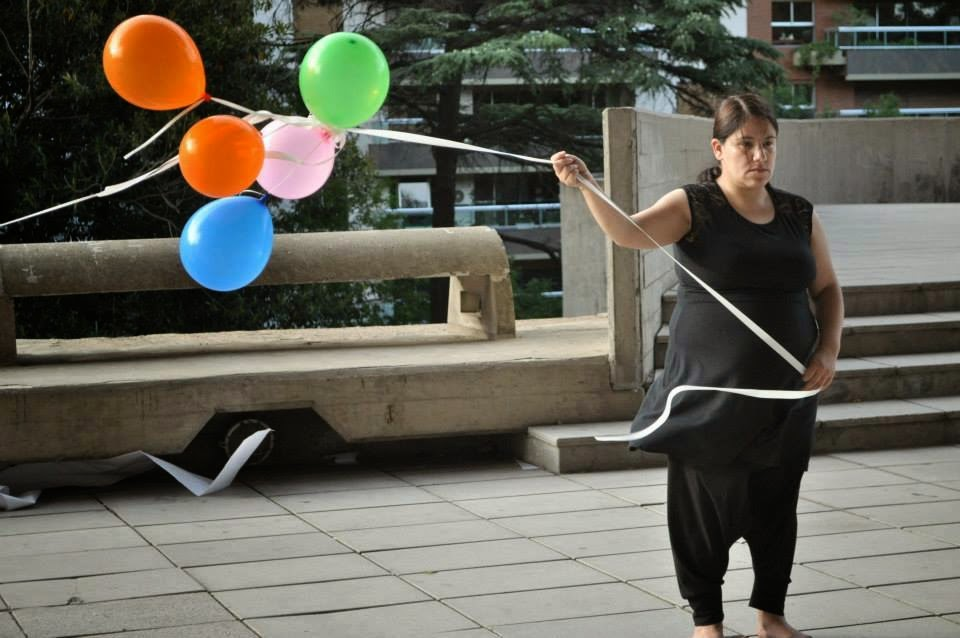
نيلدا راموس في المكتبة الوطنية في بوينس آيرس (2014)

منذ عام 2000، شاركت راموس في العديد من الفعاليات ذات الصلة بين مختلف التخصصات مثل فن الأداء، علاقة البريد بالفن وكذلك الفن الخزفي، أما أعمالها فقد عرضت في العديد من الدول على غرار الأرجنتين، البرازيل، تشيلي، أوروجواي، بيرو، إكوادور، كولومبيا، كندا، الولايات المتحدة الأمريكية، إيطاليا وألبانيا.
تأثرت راموس في أعمالها الفنية بالعديد من الأمور على غرار الطفولة التي عاشتها مما جعل تقوم بصنع تأثيرات على دور الذات في الحياة، وقد نجحت الفنانة في سياق أمريكا اللاتينية في ورقة بعنوان "Arte de Acción. Agitación Cultural desde el Reo De La Plata desde una perspectiva de la autogestión" (العمل الفني، ثقافية التحريض في ريو دي لابلاتا من منظور الإدارة الذاتية).

## قائمة أعمالها
| التاريخ     | العنوان                                     | جنبا إلى جنب مع           | الموقع                                           |
| ----------- | ------------------------------------------- | ------------------------- | ------------------------------------------------ |
| 2006 – 2010 | Zonadeartenacción                           | غابرييلا ألونسو           | كويلمس ومدينة بيونس آيرس                         |
| 2009, 2011  | تبادل فني للعمليات                          | مونيكا غارسيا             | مركز الفنون البريطاني IUNA ، بوينس آيرس وباليرمو |
| 2011        | Sábados De Super Acción عمل السوبر في السبت | أرايكيلتورس               | وانسليبر بلازا وبوينس آيرس                       |
| 2012        | التضامن المحبة الأخوية – شاعرية من الصرف    | غراسييلا أوفيراجو بوستيجو | بيراس دي أولمو، باليرمو وبوينس آيرس              |

## وصلات خارجية
- Nelda مدونة ليندا راموس (بالإسبانية)
- Nelda مدونة فن الأداء التابعة لليندا راموس (بالإسبانية)
- Nelda صفحة فن الأداء على موقع فايسبوك التابعة لليندا راموس (الإسبانية/الإنجليزية)
- نسخة أداء راموس في مهرجان البندقية الدولي «أسبوع الفن» (باللغة الإيطالية)